# منتزه ليون (يريفان)
منتزه ليون (الأرمينية: Լիոնի Այգի) المعروف كذلك باسم Tokkmakh هو حديقة عامة في العاصمة الأرمينية يريفان في منطقة إريبوني الشرقية. بمساحة تقدر 17 هكتارا. تعد الحديقة موطنا لبحيرة اصطناعية تسمى فاردافار، تغطي مساحة 8 هكتار.
بين عامي 2010 و2011، تم تجديد الحديقة بالكامل بمساعدة مباشرة من مجلس مدينة ليون. ليعاد افتتاحه في يوليو 2011 بحضور رئيس بلدية ليون جيرار كولومب ورئيس بلدية يريفان كارين كارابيتيان.
تمت إعادة تسمية الحديقة باسم مدينة ليون الفرنسية لتصبح رمزا للشراكة بين المدينتين.

## معرض صور

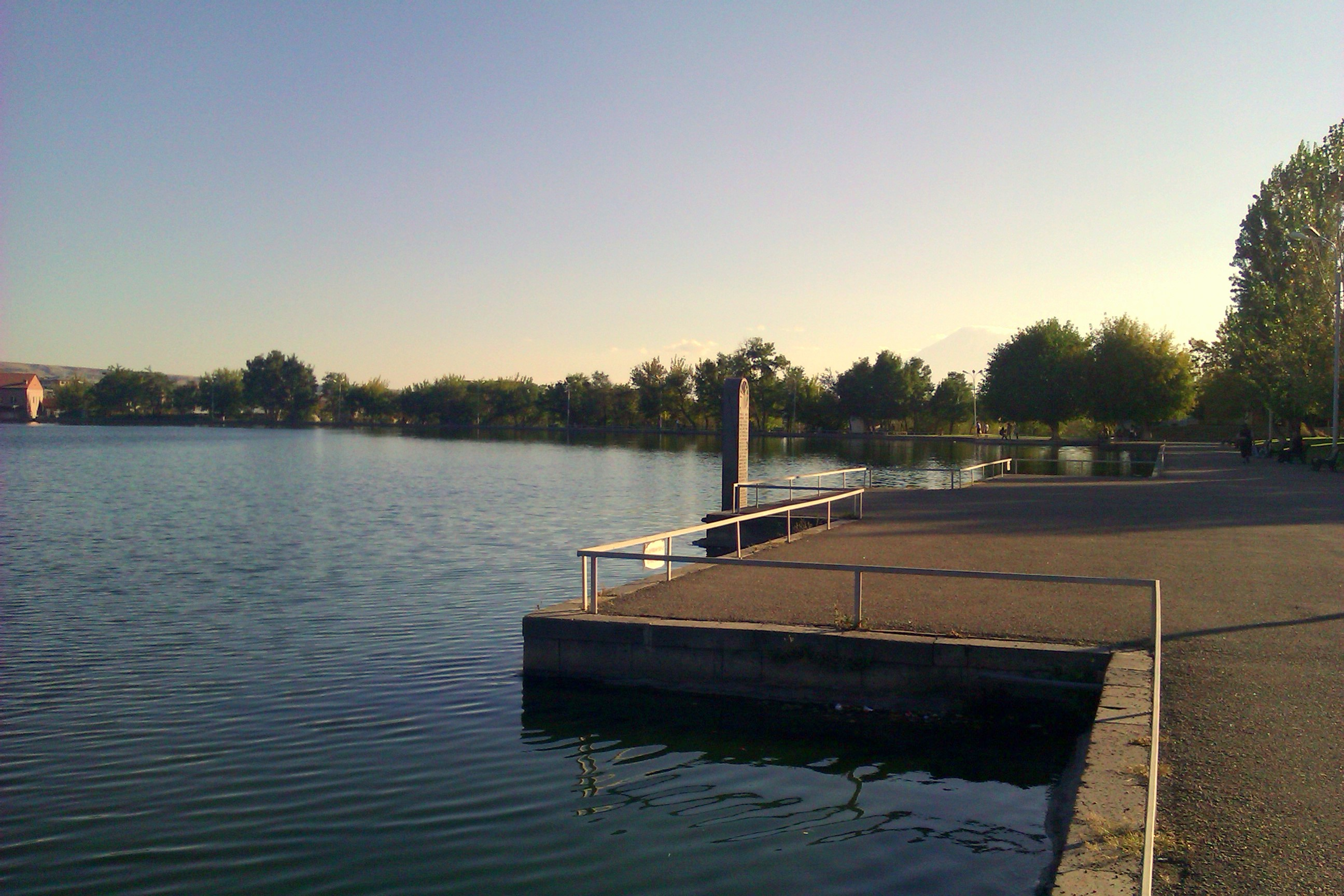
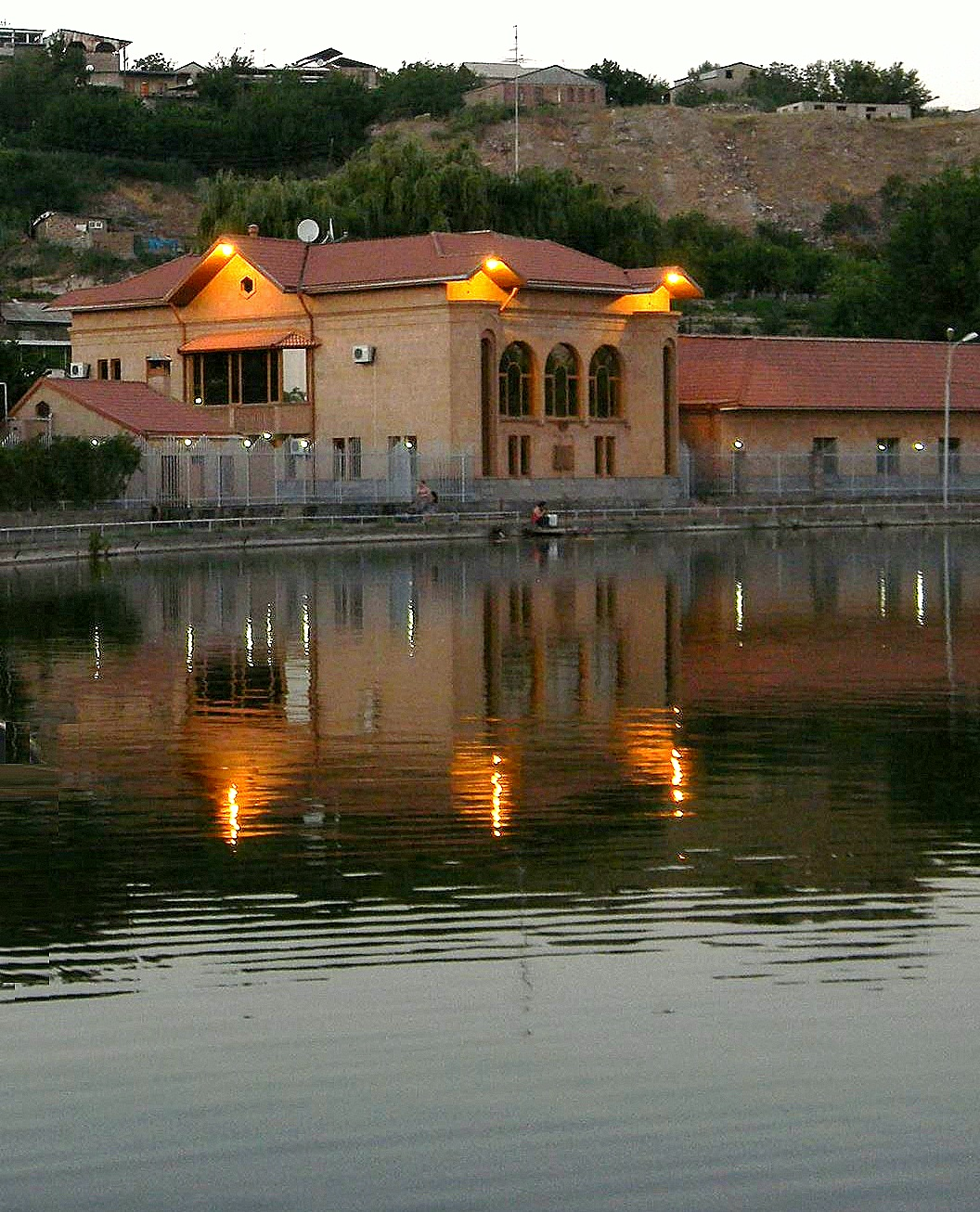
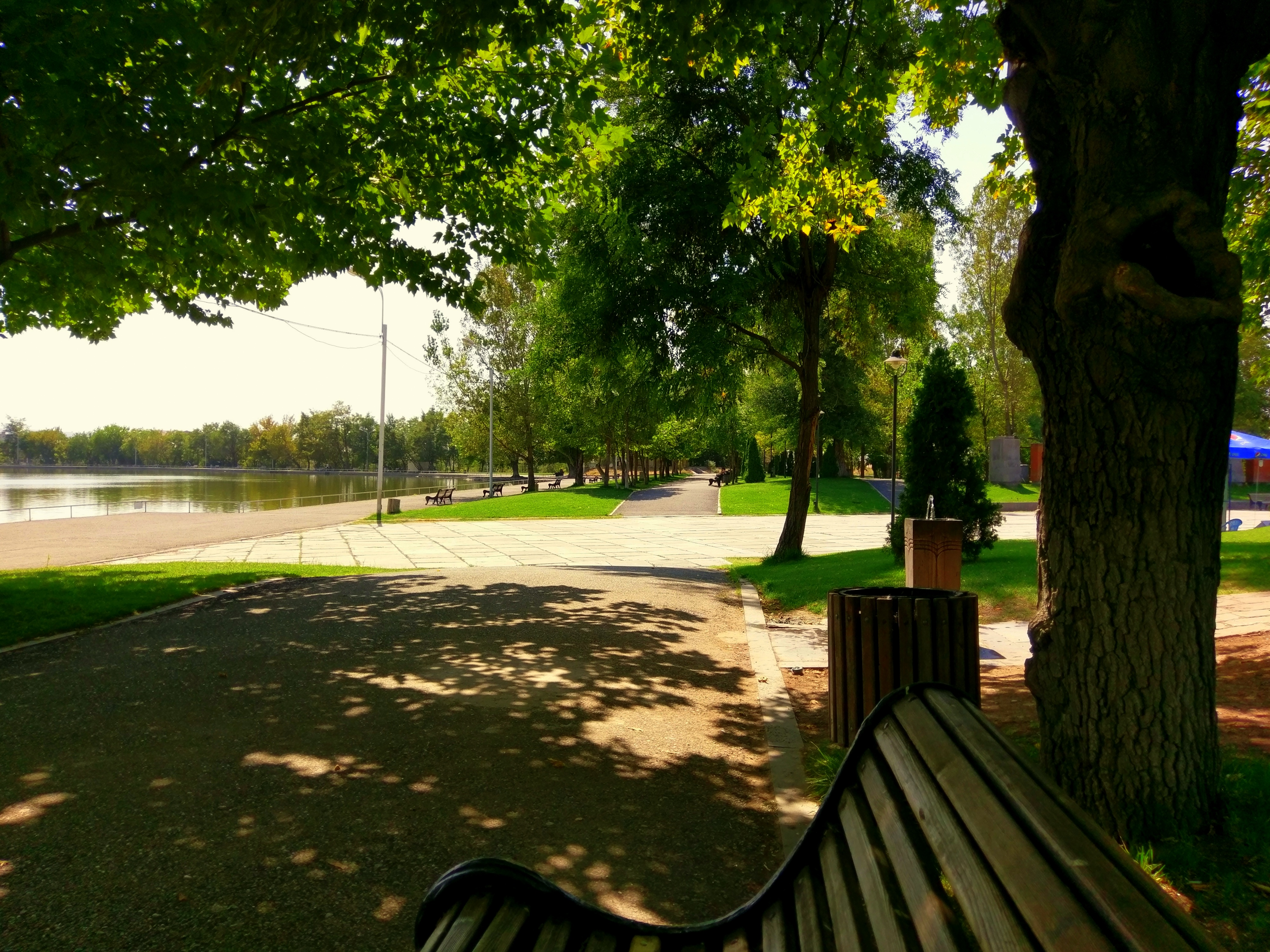
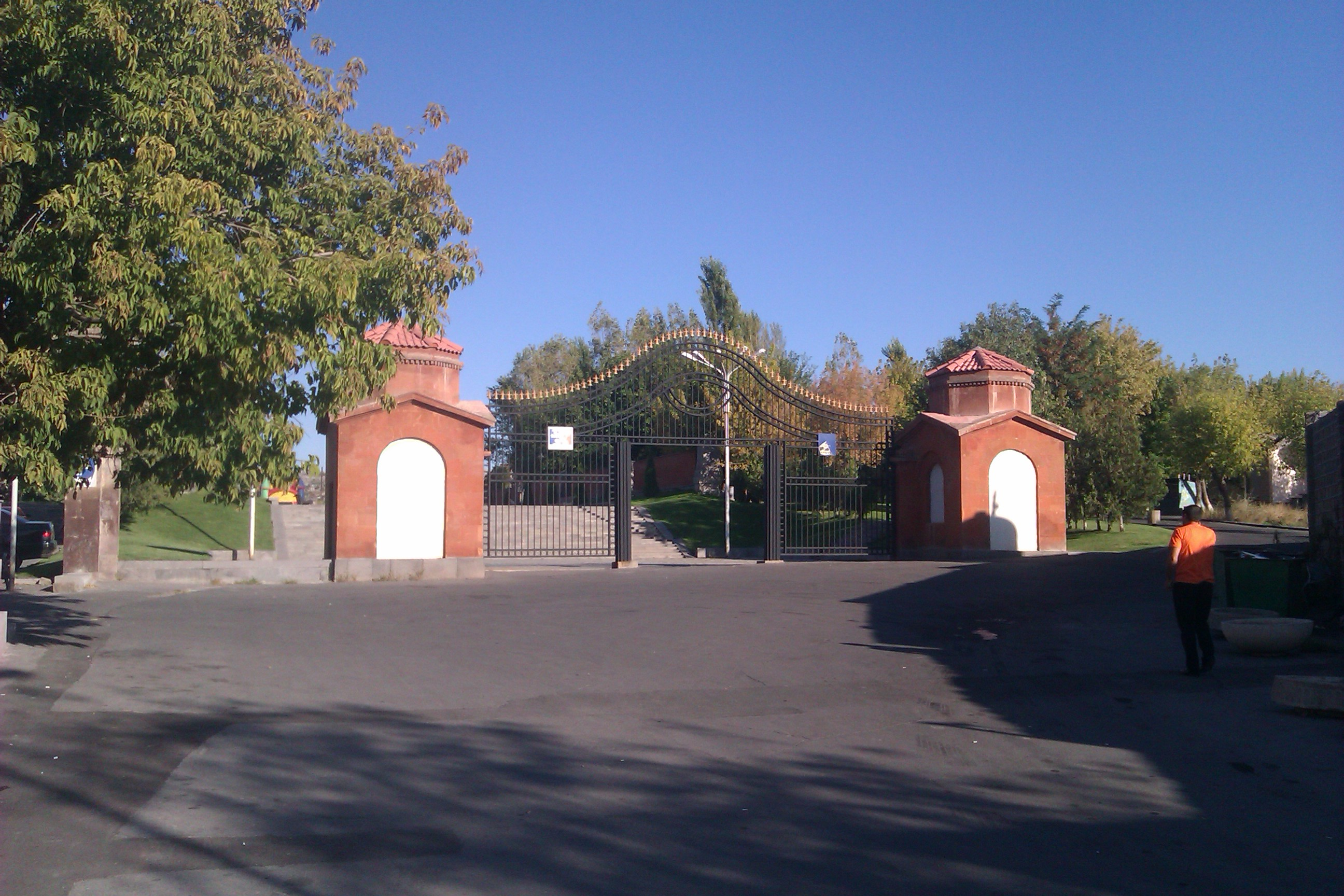